# R.E.B.E.L.S.
R.E.B.E.L.S. (Revolutionary Elite Brigade to Eradicate L.E.G.I.O.N. Supremacy) è il nome di due gruppi paramilitari dei fumetti DC Comics.
Entrambi sono nati come avversari della L.E.G.I.O.N. (Licensed Extra-Governmental Interstellar Operatives Network) e hanno avuto come leader Vril Dox.

## Storia editoriale
La testata della serie regolare presentava l'anno di pubblicazione, R.E.B.E.L.S. '94, R.E.B.E.L.S. '95 e R.E.B.E.L.S. '96 e venne pubblicata dal 1994 al 1996, creata da Tom Peyer. La serie prese l'avvio come proseguimento degli eventi narrati durante il crossover Ora zero, nell'ultimo numero della serie dedicata a L.E.G.I.O.N..
Nel febbraio 2009 lo scrittore Tony Bedard e il disegnatore Andy Clarke hanno cominciato un nuovo progetto prendendo spunto dalla serie originale.

### Pubblicazioni
- R.E.B.E.L.S. '94 nn. 0-2 (ottobre 1994 - dicembre 1994)
- L.E.G.I.O.N. '94 Annual n. 5 (1994)
- R.E.B.E.L.S. '95 nn. 3-14 (gennaio - dicembre 1995)
- R.E.B.E.L.S. '96 nn. 15-17 (gennaio - marzo 1996)
- JLA in Crisis! Secret Files & Origins (settembre 1998)
- R.E.B.E.L.S. nn. 1-28 (febbraio 2009-maggio 2011)
- R.E.B.E.L.S. Annual n. 1

### In lingua italiana
- Lobo nn. 15-24 (giugno 1995 - marzo 1996)
- JLA: Secret Files (agosto 1999)
- R.E.B.E.L.S. TP nn. 1-4 (luglio 2010-gennaio 2012)